# 22 Balas
L'Immortel (br/pt: 22 Balas) é um filme francês, do gênero filme policial, dirigido por Richard Berry, com roteiro escrito por Eric Assous e Richard Berry.

## Enredo
Nos últimos três anos, Charly Mattei (Jean Reno) teve uma vida tranquila, dedicando-se à sua esposa e aos dois filhos. No entanto ele foi deixado para morrer no estacionamento do antigo Porto de Marselha, com 22 balas no corpo. Contra todas as expectativas, ele sobrevive para se vingar de seus assassinos.

## Elenco
- Jean Reno - Charly Matteï
- Kad Merad - Tony Zacchia
- Jean-Pierre Darroussin - Martin Beaudinard
- Marina Foïs - Marie Goldman
- Richard Berry - Aurelio Rampoli
- Claude Gensac - Mme Fontarosa
- Joséphine Berry - Eva Matteï
- Max Baissette de Malglaive - Anatole Matteï
- Catherine Samie - Stella Matteï
- Moussa Maaskri - Karim